# Imperception
Imperception è il settimo album studio dei Rockets, pubblicato nel 1984, e segna una svolta radicale nella carriera del gruppo, in quanto è il primo LP registrato senza Christian LeBartz - sostituito dall'inglese Sal Solo. 

## Storia
Per la prima volta il gruppo si presenta non più argentato e come quartetto, pur mantenendo la classica "rasata". È anche l'ultimo disco al quale ha partecipato Alain Groetzinger, Gérard L'Her, che fino a quel momento ebbe un ruolo fondamentale come bassista, cantante, autore di quasi tutti i testi e principale compositore insieme ad Alain Maratrat.

## Tracce
1. Under The Sun – 4:32
2. After The Fire – 4:29
3. A Million Miles Away – 5:32
4. Wrong Place, Right Time – 3:39
5. Contact – 4:57
6. Someone New – 3:56
7. Private Network – 4:16
8. Freedom – 5:03

## Formazione
- Sal Solo - voce
- 'Little' Gérard L'Her - voce e basso
- Alain Maratrat - chitarra, tastiere e voce
- Fabrice Quagliotti - tastiere